# Mitsubishi Concept X

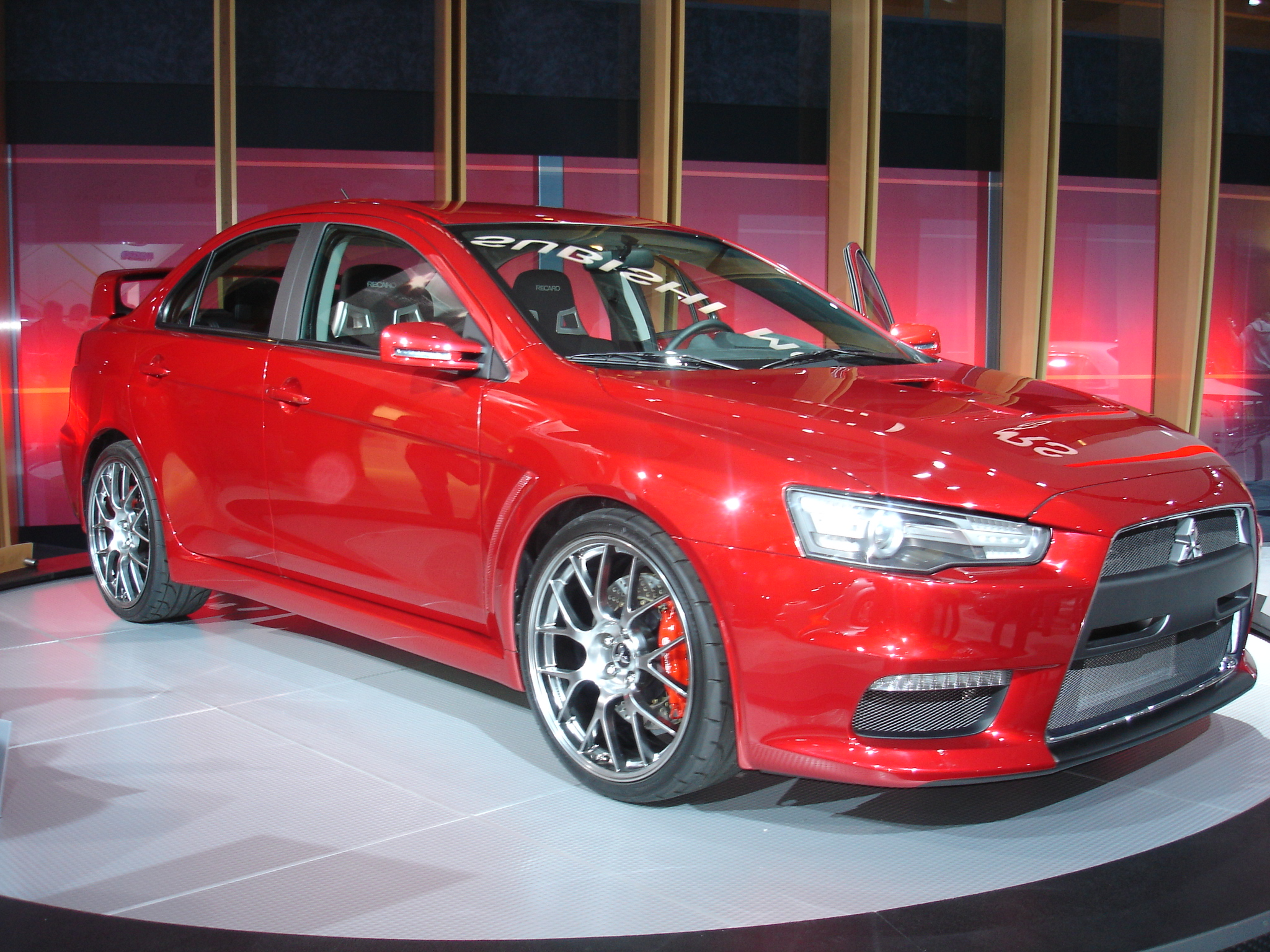
Mitsubishi Concept X

Auf der 39. Tokyo Motor Show vom 21. Oktober bis 6. November 2005 hat Mitsubishi Motors den Mitsubishi Concept-X, die nächste Generation des Mitsubishi Lancer Evolution vorgestellt. 
Der Mitsubishi Lancer Evolution X wird ein komplett neuentwickeltes Fahrwerk und Computersystem aufweisen. Er bekommt unter anderem einen brandneuen Motor und einen neuen Allradantrieb. 
Das Mitsubishi Prototype-X-Konzept debütierte auf der North American International Auto Show (NAIAS) 2007 in Detroit, Michigan, USA. Dort gab es in der Presse das Gerücht, dass das Konzept in Wirklichkeit eine leichte Abwandlung des Lancer Evolution X sei, und das Serienmodell nur minimale Unterschiede haben wird.